# گالانتا
گالانتا (به مجاری: Galánta، به آلمانی:Gallandau)، شهری کوچک با جمعیتی در حدود ۱۶ هزار نفر در اسلواکی است.
این شهر کوچک در ۵۰ کیلومتری شرق براتیسلاوا [پایتخت اسلواکی] واقع شده‌است.
گالانتا در بخش سرزمین‌های پست و کم‌ارتفاع دانوب یعنی گرمترین بخش اسلواکی واقع شده‌است.
در گالانتا محصولات کشاورزی از قبیل گندم، ذرت و دیگر فرآورده‌های فلاحتی به عمل می‌آید.

## منبع
1. ↑  مشارکت‌کنندگان ویکی‌پدیا. «Galanta». در دانشنامهٔ ویکی‌پدیای انگلیسی، بازبینی‌شده در ۱۲ ژوئن ۲۰۱۱.